# San Marino i olympiska sommarspelen 1996
San Marino deltog i de olympiska sommarspelen 1996 med en trupp bestående av sju deltagare, men ingen av landets deltagare erövrade någon medalj.

## Bågskytte
Herrarnas individuella
- Paolo Tura – 32-delsfinal (→ 62:e plats), 0-1